# Пасатор
Пасаторът (от пасирам – правя на каша, раздробявам на ситно), също потопяем или ръчен блендер, е електродомакински уред, спадащ към дребната бяла техника. Той се използва за смесване на твърди с течни храни и смилане на някаква храна – за приготвяне на кремсупи, пюрета и сосове. Изобретен е от швейцареца Рожѐ Перинжакѐ (Roger Perrinjaquet), който патентова тази идея на 6 март 1950 г. Той нарича новия уред Bamix (словосъчетание от френските думи „batere et mixe“ – „разбивам и бъркам“).

## Описание
В корпуса на устройството се намира мощен високооборотен електродвигател (примерно от 10 000 до 12 000 об/мин, понякога даже до 20 000 об/мин). Този двигател привежда в движение въртящо се много остро ножче в долната част на уреда. В някои модели има възможност за регулиране скоростта на въртене на ножчето.
Моделите за домашно и леко търговско използване обикновено имат дължина на потапящата се част около 16 cm, но има търговски модели за тежки условия на експлоатация с дължина на вала до 53 cm или повече. Домашните модели обикновено се захранват направо от мрежата, но се предлагат и безжични модели (с акумулаторно захранване). Номиналната мощност на двигателя е от 120 W до над 600 W за моделите за голямо натоварване.
Пасаторът може да бъде самостоятелен уред, но често се предлага и с много други принадлежности. Съществуват пасатори, които са приставки към миксери.
Потопяемите блендери трябва да се използват внимателно, за да не се наранят, например при миене.